# Shibaura (Marke)

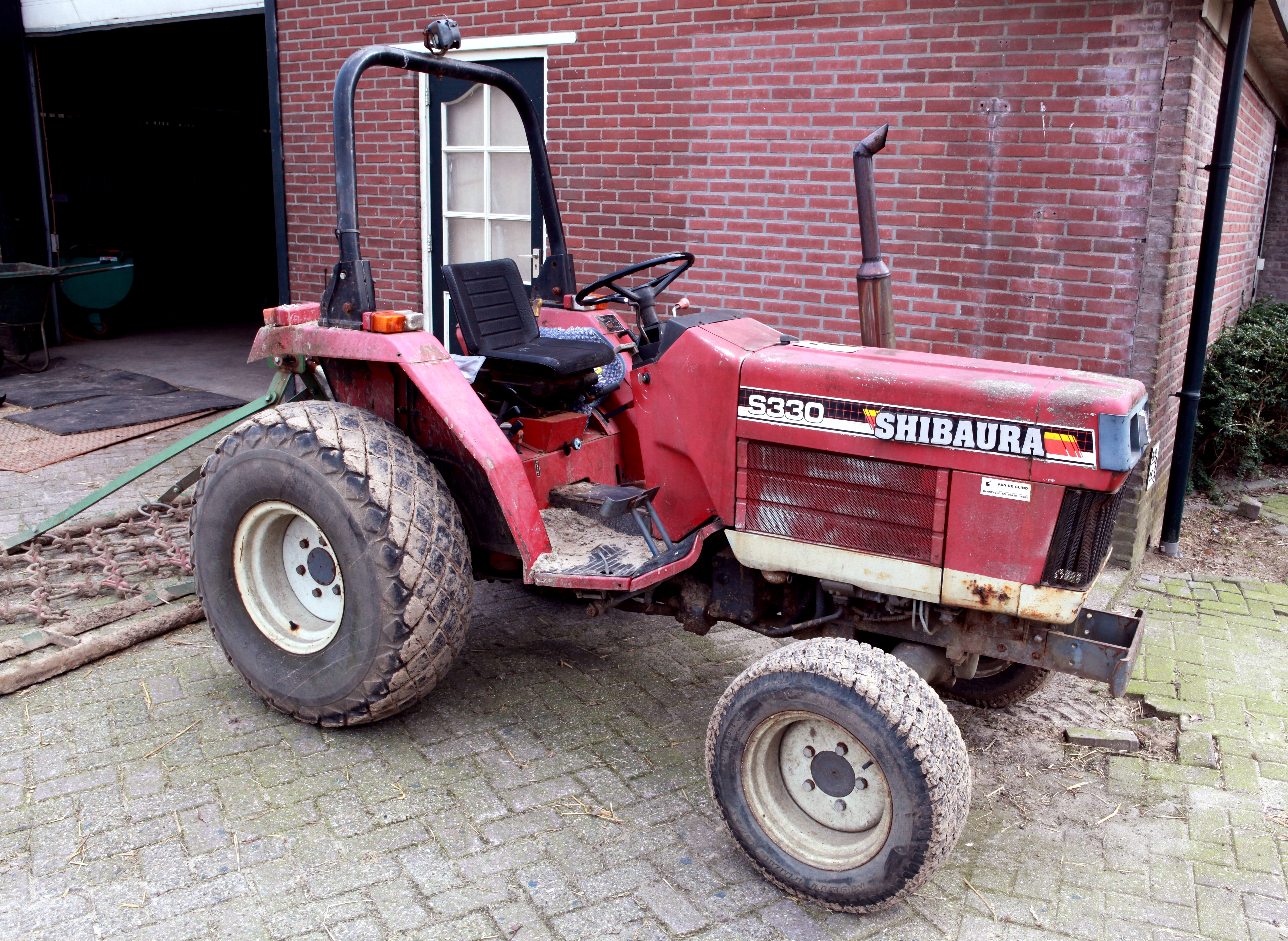
Traktor S 330

Shibaura ist eine japanische Marke. Sie gehört zu IHI.

## Markengeschichte
1950 gründeten Tokio Ishikawajima Shipyard und Shibaura Engineering Works das Gemeinschaftsunternehmen Ishikawajima Shibaura Kikai. Der Sitz war in Shinagawa. Als Markennamen wählten sie Shibaura. Zunächst wurden Traktoren, Motoren, Pumpen für die Feuerwehr und andere Produkte angeboten. Zwischen 1952 und 1955 entstanden einige Personenkraftwagen.
Inzwischen liegt der Schwerpunkt auf motorisierten Rasenmähern. In Emmerich am Rhein ist der Sitz von Shibaura Deutschland GmbH.

## Pkw

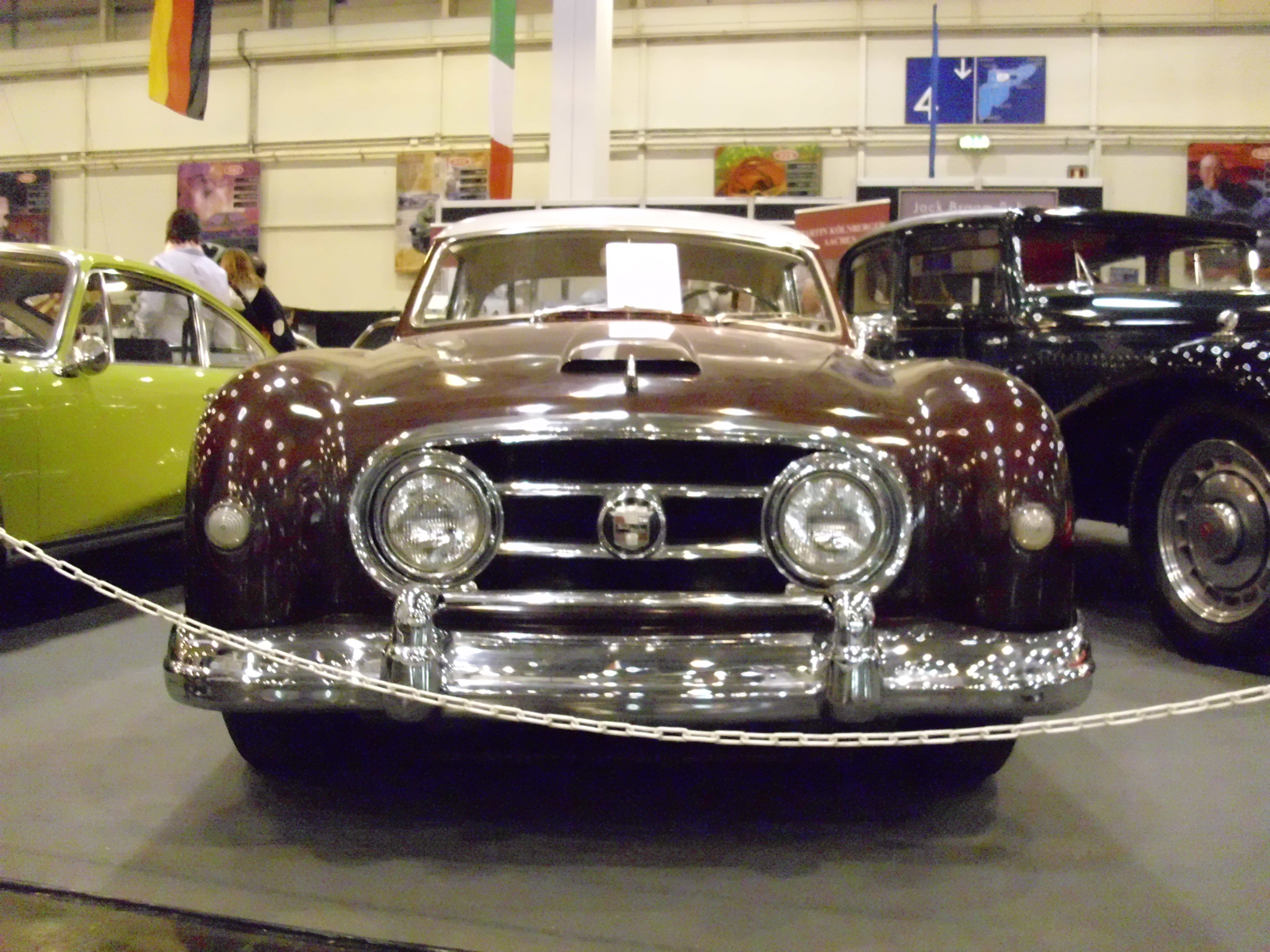
Zum Vergleich die Front des Nash-Healey

Zwischen 1952 und 1953 gab es den MR-1. Er war ein Kleinstwagen und wurde in Japan als Kei-Car eingestuft. Ein Einzylindermotor mit 358 cm³ Hubraum und 8 PS Leistung trieb die Hinterräder an. Ungewöhnlich waren dessen Position als Mittelmotor sowie das stufenlose Fahrzeuggetriebe. Das Fahrzeug hatte 180 cm Radstand und war 300 cm lang. Die offene Karosserie des zweitürigen Cabriolets bot Platz für zwei Personen.
1955 folgte der konzeptionell ähnliche MR-2. Sein Einzylindermotor hatte 325 cm³ Hubraum und ebenfalls 8 PS Leistung. Mit den Maßen 170 cm Radstand und 283 cm Länge war das Fahrzeug etwas kürzer. Der Aufbau war ein türloser Roadster. Insbesondere die Fahrzeugfront ähnelte dem Nash-Healey. Die beiden relativ weit innen platzierten Scheinwerfer, der dazwischen befindliche Lufteinlass (bzw. Kühlergrill) mit zwei Querstreben und dazwischen das Logo waren von einer ovalen Chromblende umschlossen.